# Intelligentsia Cup
L'Intelligentsia Cup est une course cycliste américaine disputée sur plusieurs critériums dans les secteurs communautaires de Chicago, en Illinois. Créée en 2012 sous le nom de Prairie State Series, elle prend son appellation actuelle dès l'année suivante. 
La compétition est répartie en plusieurs épreuves distinctes, selon le genre, l'âge et la catégorie des coureurs.

## Histoire
L'édition 2020 est annulée en raison du contexte sanitaire lié à la pandémie de Covid-19.

## Palmarès depuis 2013

### Élites Hommes
| Année | Vainqueur       | Deuxième         | Troisième        |
| ----- | --------------- | ---------------- | ---------------- |
| 2013  | Luke Keough     | Karl Menzies     | Carlos Alzate    |
| 2014  | Chad Hartley    | Peter Olejniczak | Brandon Feehery  |
| 2015  | Ryan Aitcheson  | Frank Lütters    | Camilo Ulloa     |
| 2016  | Brandon Feehery | Alder Martz      | Liam White       |
| 2017  | Julio Padilla   | Brandon Feehery  | Andrew Dahlheim  |
| 2018  | Cameron Ivory   | Brandon Feehery  | Frank Lütters    |
| 2019  | Brandon Feehery | Hayden Strong    | James Williamson |
| 2020  | annulé          |                  |                  |
| 2021  | Tyler Magner    | Brandon Feehery  | Wolfgang Brandl  |
| 2022  | Clever Martínez | Brandon Feehery  | Ethan Craine     |
| 2023  | Ben Oliver      | Simon Daniels    | Robin Carpenter  |

### Élites Femmes
| Année | Vainqueur            | Deuxième           | Troisième         |
| ----- | -------------------- | ------------------ | ----------------- |
| 2013  | Theresa Cliff-Ryan   | Erica Allar        | Christy Keely     |
| 2014  | Samantha Schneider   | Tina Pic           | Lauretta Hanson   |
| 2015  | Ana Teresa Casas     | Vanessa Botero     | Jeannie Kuhajek   |
| 2016  | Laura Van Gilder     | Abby Krawczyk      | Daphne Karagianis |
| 2017  | Marlies Mejías       | Peta Mullens       | Tina Pic          |
| 2018  | Valentina Scandolara | Lily Williams      | Madison Kelly     |
| 2019  | Caroline Baur        | Samantha Schneider | Janelle Colle     |
| 2020  | annulé               |                    |                   |
| 2021  | Skylar Schneider     | Makayla Macpherson | Emily Ehrlich     |
| 2022  | Marlies Mejías       | Paola Muñoz        | Zoe Ta-Perez      |